# Сапожников, Михаил Григорьевич
Михаил Григорьевич Сапожников (1905—1964) — генерал-майор Советской Армии, участник Великой Отечественной войны, Герой Советского Союза (1943).

## Биография

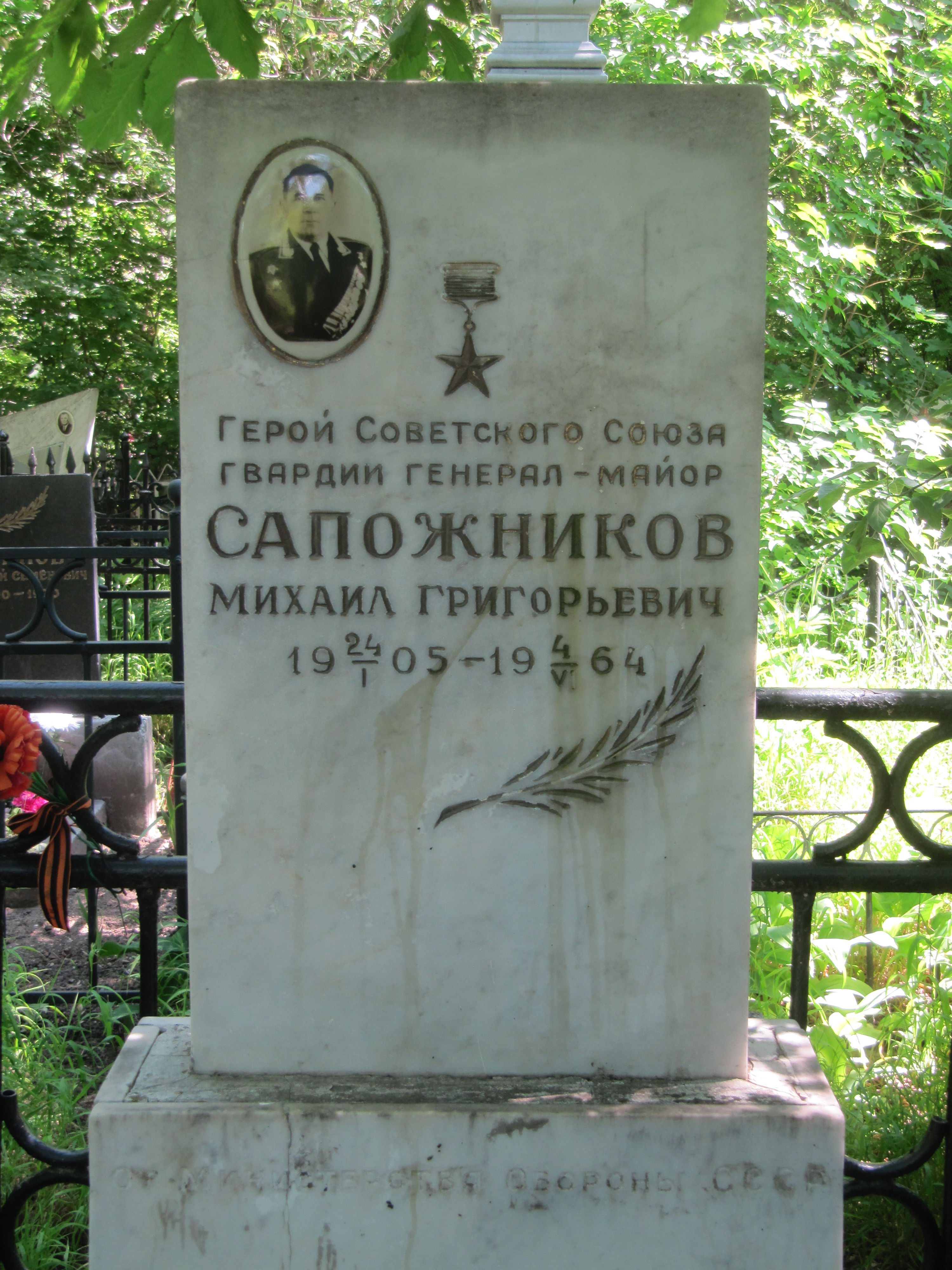
Памятник на Воскресенском кладбище

Михаил Сапожников родился 23 января 1905 года в Пишпеке (ныне — Бишкек). После окончания десяти классов школы работал в Госстрахе. В 1926 году Сапожников был призван на службу в Рабоче-крестьянскую Красную Армию. В 1930 году он окончил Среднеазиатскую объединённую военную школу, в 1939 году — артиллерийские курсы усовершенствования командного состава. Участвовал в боях советско-финской войны. С сентября 1941 года — на фронтах Великой Отечественной войны.
К сентябрю 1943 года подполковник Михаил Сапожников командовал 30-й отдельной истребительно-противотанковой артиллерийской бригадой 7-й гвардейской армии Степного фронта. Отличился во время битвы за Днепр. 30 сентября 1943 года под руководством Сапожникова его бригада успешно переправилась на плацдарм на западном берегу Днепра в районе села Мишурин Рог Верхнеднепровского района Днепропетровской области Украинской ССР, после чего удерживала его, отразив большое количество немецких контратак.
Указом Президиума Верховного Совета СССР от 26 октября 1943 года за «образцовое выполнение боевых заданий командования на фронте борьбы с немецкими захватчиками и проявленные при этом мужество и героизм» подполковник Михаил Сапожников был удостоен высокого звания Героя Советского Союза с вручением ордена Ленина и медали «Золотая Звезда» за номером 1338.
После окончания войны Сапожников продолжил службу в Советской Армии. В 1947 году он окончил Высшие академические курсы. В 1958 году в звании генерал-майора Сапожников был уволен в запас. Проживал и работал в Саратове. Умер 4 июня 1964 года, похоронен на Воскресенском кладбище (1й участок) Саратова.

## Награды
Был награждён двумя орденами Ленина, четырьмя орденами Красного Знамени, орденами Отечественной войны 1-й степени и Красной Звезды, рядом медалей.